# Chiesa di Sant'Ignazio di Loyola (Venezia, Lido)
La chiesa di Sant'Ignazio di Loyola, è un edificio religioso della città di Venezia, situato nell'isola del Lido. 
La chiesa venne edificata nel 1970 a seguito dello sviluppo urbano che interessò l'isola del Lido di Venezia a partire dagli anni '50 del Novecento. Il progetto fu affidato agli architetti A. Bellotto e P. Vernier, che idearono una struttura a parallelepipedo con pianta rettangolare e tetto a terrazza. L'interno, ad aula unica, si sviluppa longitudinalmente di fronte al presbiterio sopraelevato; le pareti in cemento sono caratterizzate da finestre chiuse da vetri policromi.

## Storia

### La nascita di un nuovo quartiere
Fino agli anni Cinquanta del XX secolo, l'attuale zona residenziale denominata Terre Perse era scarsamente abitata, coltivata prevalentemente a carciofaie e vigne, attraversata da una strada in terra battuta, che si snodava fra rovi e acquitrini dal centro del Lido verso Malamocco, per servire solo ai pochi che vi praticavano le colture.
I terreni in questione erano in gran parte delle sacche, zone di imbonimento realizzate all'inizio del XX secolo con i fanghi scavati dalla laguna.
Nei primi anni '50, il Comune di Venezia, per equilibrare lo sviluppo urbano del proprio territorio verso la terraferma, decise una lottizzazione di aree di sua proprietà nella zona delle Terre Perse, denominandola allora Ca' Bianca, dal nome di un antico forte esistente a ridosso dei Murazzi.
I primi insediamenti vennero quindi costruiti in un'area ancora priva di infrastrutture: il servizio filoviario era limitato, arrivava dal Lido fino all'attuale rotonda di piazzale Filippo Grimani, all'altezza di via Cristoforo Colombo, da lì in poi strade fangose o polverose, appena tracciate e in corso di costruzione portavano alle nuove case che stavano sorgendo in rapida successione.

### La curazia di Sant'Ignazio
In seguito all'incremento demografico dato dal rapido sviluppo della zona, il patriarca di Venezia Angelo Roncalli, nel gennaio 1955, affidò la cura spirituale di questo nuovo quartiere a don Gino Picchiolutto, il quale ottenne dal Demanio militare l'uso del dormitorio di una ex-caserma (edificio ancor oggi esistente in via Pividor) e la trasformò in cappella dove il 19 marzo 1955, Domenica delle Palme, venne celebrata la prima messa.
Il 31 luglio 1956 il patriarca Roncalli istituì la curazia autonoma di Ca' Bianca di Lido intitolata a sant'Ignazio di Loyola.

### Opere parrocchiali
Il 16 novembre 1956, il consiglio comunale deliberò la cessione alla Mensa patriarcale di un terreno per la costruzione della chiesa e delle Opere parrocchiali. Il relativo decreto venne firmato dalle parti il 4 aprile 1958.
Il terreno concesso alla Curazia venne recintato e il 4 agosto 1957 vi venne celebrata la prima sagra di Sant'Ignazio. Nel 1958 la popolazione residente nel quartiere di Ca' Bianca era composta da 966 abitanti divisi in 236 famiglie.
II 29 giugno 1958, a due anni dall'istituzione della Curazia autonoma, il patriarca Roncalli, benedisse la prima pietra dell'edificio della Casa della Comunità alla presenza delle autorità tra cui gli onorevoli Gatto, Lizier e Gagliardi. Nel luglio dello stesso anno, un decreto ministeriale dispose l'unificazione della zona di Ca' Bianca alla frazione di Lido, mentre prima dipendeva amministrativamente in parte dal Lido ed in parte da Malamocco.
Quando il 29 ottobre 1958 il cardinale Roncalli venne eletto papa, a lui venne dedicata l'Opera Parrocchiale in costruzione.
Alla fine del 1959, vennero ultimati due dei tre piani previsti: al piano terra venne sistemata la nuova cappella, dove la notte di Natale fu celebrata la prima messa.
Il primo piano fu affittato al Comune che vi insediò la scuola materna, rispondendo alle esigenze degli abitanti della zona. Poco dopo, il Comune collocò alcune classi delle elementari in un prefabbricato realizzato nell'attuale parco di Ca' Bianca (in seguito adibito ad asilo d'infanzia e poi demolito).
il 1º settembre 1962, il patriarca Giovanni Urbani elevò la Curazia autonoma a parrocchia (il riconoscimento civile avverrà il 7 aprile 1963) e nominò primo parroco don Attilio Costantini. Vennero ridisegnate di conseguenza le parrocchie di Santa Maria Elisabetta di Lido e di Santa Maria Assunta di Malamocco. Vennero ultimati i lavori di completamento delle strutture edilizie, venne realizzato l'alloggio per il parroco e anche il secondo piano venne concesso al Comune per le esigenze scolastiche.

### La chiesa
Il 25 gennaio 1965 il patriarca Urbani scoprì la lapide in onore di papa Giovanni XXIII. Si manifestò quindi il bisogno di dotare la nuova parrocchia di una chiesa vera e propria.
I tempi furono allungati da problemi finanziari, ma anche tecnici e burocratici, contrasti col Comune sulla collocazione dell'erigendo edificio di culto e sulle limitazioni degli spazi da occupare. La parrocchia chiedeva di poter erigere la chiesa nell'area allora libera e ora occupata da un parco alberato, ma il Comune si oppose e fu deciso di utilizzare il lotto pressoché quadrato lungo via Malamocco. Si dovette quindi adattare il progetto allo spazio disponibile. I lavori durarono circa due anni e terminarono nel 1970, con qualche ritardo sui tempi previsti, per l'insorgere di una controversia fra la ditta costruttrice e gli arch. Pier-Augusto Vernier e Aldo Bellotto, progettisti dell'opera e direttori dei lavori.
Il risultato fu una chiesa, semplice, lineare, concepita secondo moderni orientamenti.
Il 16 maggio 1971, il patriarca Albino Luciani consacrò la nuova chiesa intitolata a sant'Ignazio di Loyola. La popolazione residente in Ca' Bianca era intanto arrivata alle tremila unità.
Anno dopo anno la struttura venne completata e abbellita, venne appianata la situazione debitoria derivata dai lavori di costruzione della chiesa, venne sistemata una cappella invernale al piano terra dell'Opera Parrocchiale e si ottiene il rilascio da parte del Comune di altre stanze dello stesso piano terreno per la catechesi e per le attività ricreative, venne realizza una scala interna per la casa canonica per a metterla in diretta comunicazione con la chiesa e il patronato. La chiesa venne completata nell'arredo con i banchi, i confessionali, la bussola d'entrata, e nell'apparato decorativo.
Il terreno circostante, di proprietà, venne sistemato, in parte a sagrato con una pavimentazione in trachite, e il restante chiuso da una recinzione a delimitare il patronato.

## Descrizione
La chiesa si presenta come un parallelepipedo in cemento su due livelli separato da una cornice e intervallato da aperture verticali e strette chiuse da vetri policromi. Nell'angolo sud-orientale è collocato un piccolo campanile con cella a parallelepipedo, sormontato da una croce stilizzata.
L'ingresso principale è caratterizzato da una scalinata nel lato destro e riprende la decorazione degli altri prospetti laterali.

### Interno
L'interno è ad aula unica in cemento e circondato su due lati da un ballatoio adibito a coro. Lungo il lato sinistro è collocata la cappella del Santissimo, sopraelevata come l'area presbiteriale caratterizzata da una mensa cubica in marmo. A sinistra dell'ingresso è collocato il fonte battesimale, costituito da una vasca cilindrica circondata da un basso muretto.
- Le formelle in terracotta della Via Crucis e i pannelli in bronzo dell'ambone sono opera di Pierluigi Sopelsa
- Porta-cero pasquale in bronzo dello scultore Romano Vio, del 1972, con raffigurati Sant'Ignazio e Papa Luciani
- Vetrata sopra l'altare

## La parrocchia
Il territorio della parrocchia di Sant'Ignazio è compreso tra il canale che costeggia via Ongania e via Diego Valeri.

### I parroci
- don Attilio Costantini (1962-1972)
- don Giacomo Marchesan (1972-1983)
- don Paolo Donadelli (1983-1992)
- don Cesare Zanusso (1992-)[3]